# Mocquerysiella albicosta
Mocquerysiella albicosta är en fjärilsart som beskrevs av Pierre E.L. Viette 1954. Mocquerysiella albicosta ingår i släktet Mocquerysiella och familjen plattmalar. Inga underarter finns listade i Catalogue of Life.